# Einer rechnet ab
Einer rechnet ab (Originaltitel: Los cuatreros) ist ein früher Italowestern aus spanischer Produktion, den Ramón Torrado 1963 inszenierte. Er lief am 24. September 1965 in Kinos des deutschsprachigen Raumes an.

## Handlung
Thompson besitzt eine Ranch in der Nähe der Grenze zu Mexiko. Immer wieder werden ihm Pferde aus seiner Zuchtherde von einer offenbar organisierten Bande gestohlen. Hinter dieser steckt sein Neffe und Protégé Larry. Ein Fremder namens Tom Jameson kann Thompson vor einer geplanten Entführung bewahren und wird daraufhin als neuer Vormann engagiert. Larry ist nicht begeistert; aufgrund hoher Spielschulden ist er zu ungeduldig, um abzuwarten, bis er die Besitztümer erbt und plant, da er trotz Ablenkungsmanöver – so lässt er einen Rancharbeiter ermorden, um den Verdacht auf Tom zu lenken – langsam in Verdacht gerät, die Ermordung Thompsons. Der mittlerweile inhaftierte Tom kann mit Hilfe des Mexikaners Sancho fliehen, seine Unschuld beweisen und den ganzen Fall klären.

## Kritik
Das Lexikon des internationalen Films sah einen „durchschnittliche(n) Western, der neben herkömmlichen Klischees Elemente der bekannten Agentenfilme verwendet“.